# Cryptonanus chacoensis
Cryptonanus chacoensis är en art i familjen pungråttor. Den listades tidigare som underart till arten Gracilinanus agilis. Voss et al. (2005) godkände djuret som självständig art och flyttade den till det nyskapade släktet Cryptonanus.
Arten förekommer i norra Argentina, Paraguay och angränsande delar av Brasilien. Habitatet utgörs av skogar som under vissa årstider översvämmas samt av gräsmarker.
Djuret blir med svans upp till 260 mm lång och svanslängden är 95 till 117 mm. Vikten ligger vid 14 till 16 g. På ovansidan förekommer gråbrun till rödbrun päls och undersidans päls är enhetlig ljusgrå. Liksom andra släktmedlemmar har Cryptonanus chacoensis en mörk ansiktsmask över ögonen. Hjässan och kinderna är däremot ljus vad som skapar en tydlig kontrast. Arten tillhör pungdjuren men honor saknar pung (marsupium).
Individerna är nattaktiva och de går främst på marken. Nästet ligger däremot ofta i den låga växtligheten, till exempel i trädens håligheter eller intill epifyter. Enligt en avhandling kan honan föda upp till 12 ungar per kull men honan har endast 9 spenar. Övriga levnadssättet antas vara lika som hos Gracilinanus agilis.